# Attila Zsivóczky
Attila Zsivóczky (Hungría, 29 de abril de 1977) es un atleta húngaro, especialista en la prueba de decatlón, con la que ha logrado ser medallista de bronce mundial en 2005.

## Carrera deportiva
En el Mundial de Helsinki 2005 ganó la medalla de bronce en la competición de decatlón, consiguiendo un total de 8385 puntos, tras el estadounidense Bryan Clay y el checo Roman Šebrle.
Al año siguiente, en el Campeonato Europeo de Atletismo de 2006 ganó la plata en la misma competición, logrando 8356 puntos, tras el checo Roman Šebrle y por delante del ruso Aleksey Drozdov (bronce con 8350 puntos que fue su mejor marca personal).